# 개리 무어
개리 무어(영어: Garry Moore, 1915년 1월 31일 ~ 1993년 11월 28일)는 미국의 연예인, 코미디언, 게임쇼 진행자, 유머리스트이다.